# Torre de la Almofala
La torre de la Almofala es una torre albarrana en la ciudad española de Toledo, construida a mediados del siglo XIII, aunque algunos estudios retrasan su edificación hasta el último cuarto del siglo XIV. Ubicada en el barrio de la Antequeruela, fue construida para vigilar la zona del arrabal y del vado próximo al río, pues desde esta zona se controlaba el camino hacia la Sagra, por un lado, y el de Calatrava y la Huerta del Rey, por otro.

## Descripción
El nombre de la torre ha llevado a la confusión, durante varios siglos, al identificarse, debido al nombre Al-Mahadat (vado), con la puerta del Vado. Posteriormente, al ser romanceado el nombre, pasa a denominarse puerta Almofala o Almohada.
La torre tiene una estructura de planta semioval, realizada en mampostería irregular careada. En la parte inferior, aparece la utilización de fragmentos de pizarra, dispuestos a modo de decoración entre piedra y piedra. En los laterales de esta zona inferior, la torre presenta dos grandes vanos o puertas, de arco apuntado, conformadas con dovelas de sillares tallados. Corresponden al paso que existiría en origen; y fueron tapiadas y cerradas (utilizándose el espacio interior como vivienda), sin que se sepa con exactitud el momento. Recientemente han vuelto a ser abiertos estos vanos, para la realización de actuaciones arqueológicas, dentro de un proyecto de restauración y consolidación de las murallas de Toledo. En la parte superior de la torre, a la que se accede directamente desde el interior de la muralla, aparecen, en cada uno de los laterales, pequeños vanos realizados con arcos de medio punto, construidos en ladrillo: Hay tres arcos en el lateral oeste, y cuatro en el lateral este.
En la parte central, semioval, aparecen tres arcos: el central, que es un arco de herradura, ligeramente apuntado y medio cegado; enmarcado por otros dos vanos, de arco de medio punto. Todos ellos fueron construidos en ladrillo. Justo debajo de estos vanos se encuentran unas aspilleras, que parecen pertenecer a una obra posterior.
En esta zona superior de la torre aparecen, en el exterior, unas ménsulas, restos de varios matacanes que hubo allí situados. Y en el interior de la torre, se conservan diferentes pisos; uno de los cuales, el superior, donde se han realizado varios sondeos arqueológicos, se encuentra sin cubrir.